# Гать (притока Случі)
Гать (рос. Цвиля) — річка в Україні, в межах Житомирської області. Права притока Случі (басейн Горині → Прип'яті).

## Географія
Починається поблизу села Серби, Звягельського району, Житомирської області. Тече у північно-західному напрямку. Поблизу села Велика Цвіля круто повертає на південний захід, входить в зону лісів і впадає в річку Случ, на околиці села Мала Цвіля.
Довжина 24 км.

## Живлення
Живлення змішаного типу (снігове, дощове і підземне). Льодостав з середини грудня до середини березня. 
Частково використовується для водопостачання.

## Притоки
- Хмеринка — ліва притока
- Чорна — ліва притока в Звягельському району Житомирської області. Бере початок на південно-східній стороні від села Ілляшівка. Тече на захід і в межах села Карпилівка впадає у річку Гать. Довжина — приблизно 5 км.[2][3]
- Чива — права притока

## Населені пункти
На річці розташовані села: Серби, Тайки, Велика Цвіля, Карпилівка, Мала Цвіля.